# Vilhelm Fredrik Palmblad
Vilhelm Fredrik Palmblad (født 18. december 1788, død 2 september 1852) var en svensk forfatter og lærd.

## Liv og gerning
Palmblad blev student i 1806, docent i svensk historie i 1822, professor i græsk i 1835. I sit rus-år traf Palmblad Per Daniel Amadeus Atterbom, der stiftede det litterære selskab Musis amici, hvori Palmblad optoges og blev et virksomt medlem. Ved hans virksomhed udvidedes selskabets planer, og 1809 antog det navnet "Auroraforbundet" i den forvisning, at med dette skulle en ny morgenrøde opgå over Sveriges litteratur. For at kunne iværksætte de litterære tanker købte han i kompagni med en anden det akademiske bogtrykkeri, og dette udgav tidsskrifterne "Phosphorus", "Poetisk Kalender" og "Svensk Litteraturtidning" samt talrige skrifter, som virkede i Nya skolans tjeneste. Palmblad var Nya skolans praktiske mand, forlægger og bogtrykker, kritiker, novellist og videnskabsmand. Han er heldigere som oversætter af Homer, Aischylos, Sofokles og andre end som original digter, og ligesom hans kritiske dialog "Over romanen" er betydelig mere vellykket end hans "Svensk verslära", således står hans novelleproduktion betydeligt over hans poesi.
I den svenske prosadigtnings udvikling indtager Palmblad en selvstændig stilling; i "Poetisk Kalender" [1812] findes hans første novelle "Vådelden", som i de følgende årgange sammenkædedes med 4 andre noveller: "Fjällhvarvet", "Resorna", "Slottet Stjärneborg" og "Åreskutan", og sluttelig blev alle fem samarbejdet til romanen "Familien Falkensvärd" [1844—45]. I denne roman samt i de to enkelt udgivne noveller, "Amala" [1817] og "Holmen i sjön Dall", råder samme romantiske tankegang som i Ingemanns eventyrdigtning; men det, som danner grundlaget for Palmblads selvstændighed, er hans stil, kortfattet, fyndig, knap og dog sprudlende af åndfuldhed, vid og humør, samt hans farverige skildringer af fjerne landes og tiders forhold. Hans noveller danner ved denne dvælen ved overdådige, men korrekt historiske og geografiske fremstillinger et ejendommeligt modstykke til Cederborghs samfundsskildringer, og disse to mænds forskelligartede prosaforsøg indeholder det 19. århundredes første spire til svensk prosafortælling. I "Svensk Litteraturtidning" skrev Palmblad til sidst næsten hele indholdet, og hverken trussel om censur eller påbud fra højere steder formåede at mildne hans iver for Nya skolans ideer. Som kritiker er han besindig, men skarp; dog ikke altid dyb eller vidtskuende. Af interesse er hans lille vittige "Törnrosens bok" (1840], som er rettet mod Almqvists »Det går an« og giver en for datiden i enkelte henseender temmelig retledende karakteristik af dennes produktion.
En tid lang gled Palmblad bort fra den litterære kritik og fra forfatterproduktion, dog skrev han endnu en roman "Aurora Königsmark og hennes släkt" [1846—49], og geografien blev hans egentlige fag. Allerede i 1826 udkom første bind af hans store "Handbok i physiska och politiska, aldre och nyare geografien" [5 bind, 1826—37], desuden skrev han geografiske og historiske bøger til skolebrug, ligesom han også forfattede adskillige afhandlinger angående græsk sprog og litteratur.
Mod slutningen af sit liv optog Palmblad atter sin stilling som smagsvejleder, en tid var han redaktør af "Tiden" [1847—51] og "Läsning för bildning och nöje" [1846—48], men han trættedes, idet navnlig redaktionen af det konservative dagblad voldte ham mange bekymringer, men deltog dog til sin død i redaktionen af "Svenska tidningen". Palmblad måtte dele skæbne med skolens andre repræsentanter. Ivrig og begejstret virkede han i sin ungdom, men blev med årene uforstaaende over for ny rørelser og blev til sidst lige så konservativ som de smagsretninger, han havde bekæmpet som ung. Hans skrift mod Almqvist er interessant, thi her kæmper han så at sige sin sidste kamp for at forstå sin samtids unge kræfter.